# جان ال. هالند
جان ل. هالند یا جان لوئیس هالند (به انگلیسی: John Lewis Holland)‏ (۱۹۱۹ اکتبر ۲۱ - ۲۷ نوامبر ۲۰۰۸) استاد ممتاز جامعه‌شناسی دانشگاه جانز هاپکینز و روانشناس آمریکایی بود. هالند بیشتر به عنوان خالق مدل توسعه شغلی، تم شغلی هالند (کدهای هالند) شناخته شده است.